# Diores femoralis
Diores femoralis är en spindelart som beskrevs av Rudy Jocqué 1990. Diores femoralis ingår i släktet Diores och familjen Zodariidae. Inga underarter finns listade i Catalogue of Life.